# La Renaissance (Mondeville)
Pour les articles homonymes, voir La Renaissance et Renaissance.
Résidence
La Renaissance est une salle de spectacle, propriété de la Ville de Mondeville, située dans le quartier du Plateau, essentiellement sur la commune de Colombelles (une petite partie du bâtiment est sur le territoire de Mondeville). C'est également une association loi de 1901 subventionnée par la commune pour gérer cet équipement culturel.

## Histoire
La Renaissance est construite en 1938-1939 par Société métallurgique de Normandie afin de divertir ses employés logés dans la cité ouvrière du Plateau. Partiellement détruite par les bombardements de 1944, la salle est reconstruite après la guerre. De 1949 à 1970, la salle est utilisée comme cinéma. Elle abrite également l'Harmonie musicale normande et la troupe de comédiens de la Renaissance qui y répètent et y montent leurs représentations. Le comité d'entreprise de la SMN s'en sert également pour ses activités (arbres de Noël ou jeux de billard). Dans les années 1960, le développement de la télévision détourne le public de ce lieu culturel qui fut autrefois un espace de sociabilité de premier ordre. En 1970, l'exploitation cinématographique y est interrompue et les représentations théâtrales se font de plus en plus rares.
En 1992, la ville de Mondeville débourse 183 000€ pour faire l'acquisition de la salle. En 2004, les travaux de rénovation débutent et la Renaissance est officiellement inaugurée le 12 mars 2005.

## Programmation
La programmation est fondée sur la diversité des spectacles proposés avec sensiblement 50 % de musique (concerts de l'orchestre régional, chanson, musique du monde, jazz, art vocal, etc) et 50 % d’autres genres comme du théâtre (classique ou contemporain), des arts du cirque, de la danse et des lectures musicales. 
L'Orchestre régional de Normandie y est résident permanent.

## Caractéristiques techniques
La salle présente une jauge variable pouvant aller de 236 (balcon seul) à 433 places assises (parterre avec sièges amovibles). Elle offre une scène fixe de 6,65 m de profondeur et d'1 m de hauteur. Elle est équipée de ponts et perches motorisés, d'un cyclorama blanc de 9 m de large pour 7 m de haut ainsi que de différents matériels scéniques dont une nacelle de 8 m de haut. 